# Samsung Electronics
Samsung Electronics Co., Ltd. ist einer der größten Elektronikkonzerne weltweit und gehört zur südkoreanischen Samsung Gruppe, deren Hauptsitz in Seoul liegt.
Samsung Electronics ist mit 197 Niederlassungen in 84 Ländern tätig und beschäftigt rund 270.000 Mitarbeiter. Samsung Electronics wurde 1969 gegründet, der Sitz des Unternehmens befindet sich noch immer in Suwon. Das Unternehmen ist im KOSPI an der koreanischen Börse gelistet. Laut den Fortune 500 gehört es zu den 20 umsatzstärksten Unternehmen weltweit (Stand: 2019).
Das Unternehmen sieht sich als weltweiter Marktführer bei Fernsehgeräten, Smartphones, Kühlschränken, Speicherprodukten (DRAM, NAND, SSD) und Wearable Devices. Digitale und smarte Geräte von Samsung Electronics werden unter der Marke Samsung Galaxy vertrieben.

## Geschichte

### Jüngere Geschichte
Samsung Electronics erwirtschaftete 2011 einen operativen Gewinn von 10,8 Milliarden Euro, der Umsatz betrug 111 Milliarden Euro. Das Investitionsbudget von Samsung Electronics wurde 2010 auf 12,7 Milliarden Euro erhöht; damit investierte Samsung Electronics mehr als seine Konkurrenten Intel, IBM und Sony zusammen. Im April 2011 verkaufte Samsung seine Festplattensparte an Seagate Technology. Im Jahr 2011 konnte Samsung Electronics weltweit 6,99 Millionen Laserdrucker, 47,69 Millionen Fernsehgeräte und 13,17 Millionen Mobile PCs absetzen.

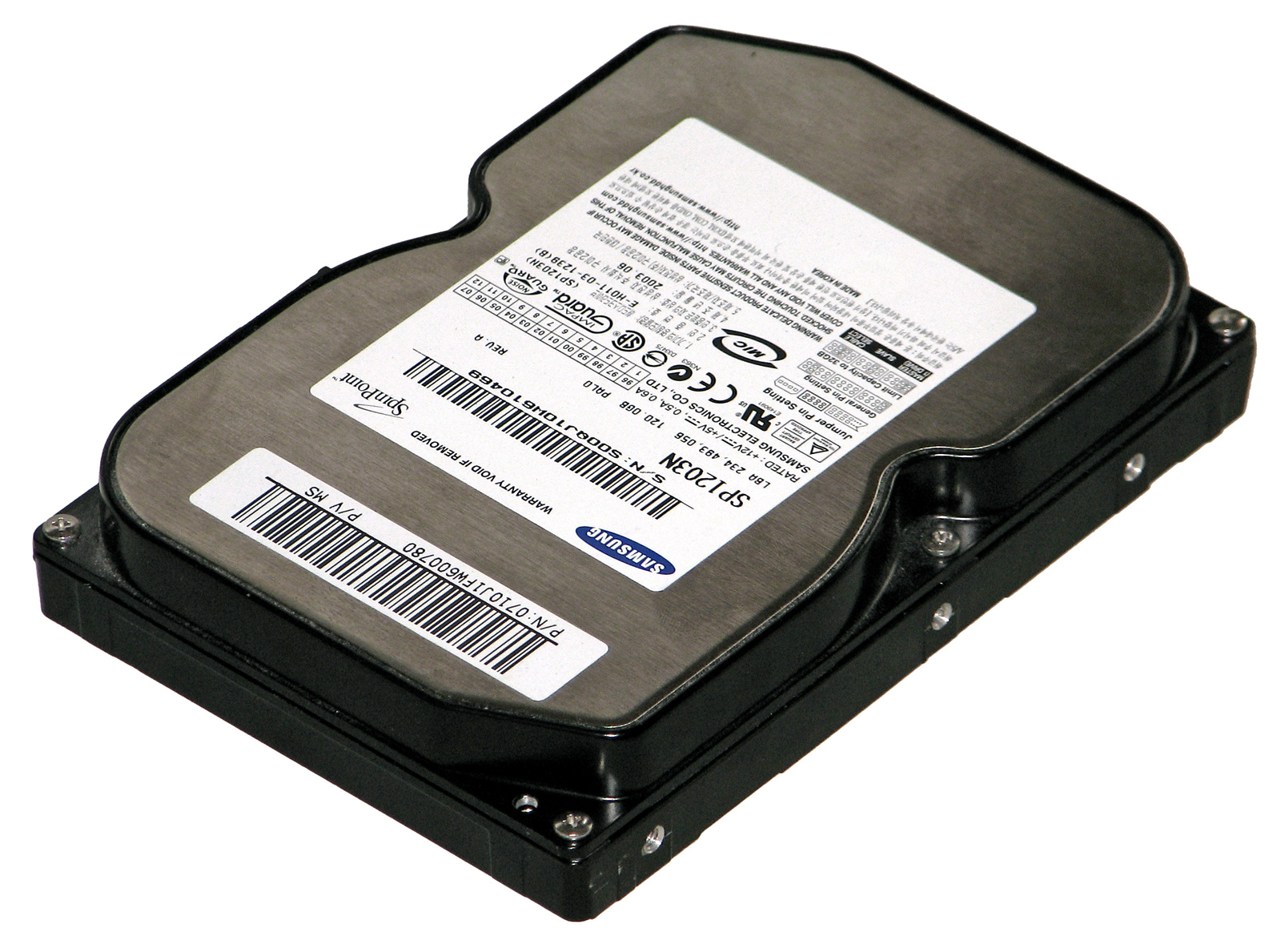
Samsung SP1203N (IDE-Festplatte / 120 GB / 7200/min)

Im Februar 2012 wurde bekannt, dass Samsung sein defizitäres Geschäft mit Flüssigkristall-Bildschirmen abspaltet. Das Defizit wurde unter anderem durch wachsende Konkurrenz aus China und die Rückgänge im Handel mit Fernsehgeräten erzeugt. Aufgrund eines Überangebots im Markt wurde in vier Quartalen hintereinander ein operativer Verlust gemeldet. Durch die Abtrennung der LCD-Sparte wollte man die Ressourcen effektiver einsetzen. Im 4. Quartal 2014 erwirtschaftete Samsung Electronics einen Umsatz in Höhe von 42,81 Milliarden Euro und einen konsolidierten operativen Gewinn von 4,29 Milliarden Euro.
Ab 2014 erwarb das Unternehmen neun Unternehmen: z. B. SELBY, SmartThings, Simpress, LoopPay und Joyent. Samsung Electronics wollte sich mit den Zukäufen von Startups seine Vormachtstellung in der Branche nach der Smartphone-Ära sichern. Das Unternehmen hatte bereits mehrmals betont im IoT-Bereich zu wachsen. 2016 erwarb Samsung Electronics das kanadische Onlinewerbeunternehmen AdGear. Das südkoreanische Unternehmen wollte im Softwaresektor eigenständiger werden und sich von der Abhängigkeit von Googles Android lösen.
Im Fernsehsegment wollte das Unternehmen sich von der OLED-Technik verabschieden und auf die Quantum-Dot-Technik (QLED) setzen. Unlösbare Probleme wie die beschränkte Lebensdauer, der Einbrenneffekt sowie die hohen Herstellungskosten waren die Gründe dafür. Der Konkurrent LG Electronics setzte indes auf die OLED-Technik. Das Unternehmen gab Mitte 2016 bekannt, dass seine OLED-Fernsehgeräte wegen der aufwendigen Qualitätskontrollen 100.000 Stunden halten würden. Die Lebensdauer der OLED-Displays lag zu Beginn der Entwicklung im Jahre 2013 bei 36.000 Stunden.
Im März 2017 übernahm Samsung Electronic für ca. 8 Milliarden Dollar Harman International Industries, die als Tochtergesellschaft jedoch eigenständig bleiben sollte. Einen Großteil seines Umsatzes machte Harman inzwischen mit Elektronik und Software für intelligente Autos und autonomes Fahren.
2015 waren die USA für Samsung Electronics mit einem Umsatzanteil von 34 % der wichtigste Absatzmarkt. Europa machte nur 19 % Umsatzanteil aus (tendenziell fallend), gefolgt von China mit 15 %. Vor allem in China verlor das südkoreanische Unternehmen stark an Marktanteil wegen der starken heimischen Konkurrenten.
Im September 2016 verkaufte Samsung Electronics seine Druckersparte an HP Inc. für zirka eine Mrd. US-Dollar. Die Integration durch HP wurde zum 1. November 2017 abgeschlossen.

#### Verkaufsstopp Galaxy Note 7
Kurz nach dem Verkaufsstart des neuen Smartphones Galaxy Note 7 Anfang September 2016 wurden Fälle bekannt, in denen sich der fest verbaute Akku überhitzte und Geräte teilweise in Flammen aufgingen. Samsung Electronics ließ ab dem 19. September mehrere Million ausgelieferte Galaxy Note 7 zurückrufen und gleichzeitig den Verkauf stoppen. Kunden wurden aufgefordert, die Geräte nicht weiter zu nutzen und umzutauschen. Die Akkus wurden von Samsung SDI und Amperex Technology Limited (ATL) produziert. Nachdem die ersten Note-7-Austauschgeräte ausgeliefert worden waren, bestätigten sich erneut Fälle von überhitzten Akkus. Einige größere Mobilfunk-Provider in den USA boten den Käufern die Rückgabe des Note 7 und den Tausch gegen ein anderes Gerät an. Am 11. Oktober 2016 gab Samsung bekannt, dass alle ausgelieferten Geräte erneut zurückgerufen werden und die Produktion des Note 7 endgültig eingestellt wird. Die zurückgerufenen Note-7-Geräte sollen vollständig vernichtet werden. Die entstandenen Verluste für Samsung durch das Galaxy Note 7 werden auf etwa 17 Milliarden US-Dollar geschätzt.
Untersuchungen von Samsung, dem TÜV Rheinland sowie den Prüflaboren UL und Exponent ergaben, dass kein Fehler in der Logistik und beim Einbau gemacht wurden. Vielmehr lag der Fehler in der engen Spezifikation und unzureichender Qualitätskontrolle. Konkret waren die verbogenen Akku-Ecken sowie zu dünne Isolationsschicht der Akkus beider Zulieferer für die Kurzschlüsse verantwortlich. Das Unternehmen versprach die Qualitätskontrolle zu verbessern und entschuldigte sich mehrfach bei den Kunden.

#### Faltbare Smartphones
Samsung stellte 2019 das faltbare Smartphone „Galaxy Fold“ vor. Es verfügt über ein 7,3 Zoll großes AMOLED-Display und ist ein Smartphone, das zu einem Tablet aufgeklappt werden kann. 2020 stellten sie das „Samsung Galaxy Z Flip“ vor. Das Smartphone hat ein 6,7 Zoll großes AMOLED-Display und ist ein normal großes Smartphone, das durch das Falten wesentlich kompakter wird.

#### Umsatz durch Chip-Herstellung
Die Produktion von Halbleitern ist für Samsung ein extrem wichtiges Geschäftsfeld. Auch durch die Knappheit von Chips ab 2021 konnte Samsung mit seiner Herstellung hohe Gewinne erzielen.

### Logo
Da „Samsung“ „Drei Sterne“ bedeutet, waren diese ursprünglich im Logo zu erkennen.

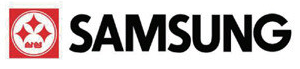
1969–1979
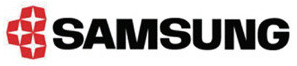
1980–1992
1993–2015
Seit 2015

## Geschäftsfelder

CE: Haushaltsgeräte, Fernseher, Klimaanlagen
IM: Handys, Computer
DS: RAM- und Flash-Chips, LCD- und OLED-Panel

Samsung Electronics ist in mehrere Divisionen unterteilt. Jede Division ist für zwei bis vier Geschäftsfelder zuständig.

### IT und Mobile Kommunikation
- Smartphones
- Tablets
- Laptops
- Smartwatches
- Zubehör (Kopfhörer etc.)
- fabless Chipentwurf[27]

### Elektronik für Verbraucher
- Fernseher
- Audiogeräte
- Drucker (2016 an Hewlett Packard veräußert)

### Health Medical Equipment
- Ultraschallgeräte
- Röntgengeräte
- CT-Geräte

### Speicherlösungen
- Speicher
- SSDs
- HDDs
- USB-Speichersticks
- SD-Speicherkarten

### Display
- Computermonitore
- B2B-Display-Lösungen

## Standorte
In Europa war der Konzern bis zum Jahr 2004 mit zwei Fabriken in Katalonien und im britischen Billingham (1995 eröffnet) präsent. Diese Standorte mit insgesamt rund 900 Mitarbeitern wurden im Zuge eines Kosteneinsparungsprogramms bis 2005 ins slowakische Galanta (LCD-Bildschirme, DVD-Geräte und Logistikzentrum) verlegt. 2007 folgte der Baubeginn eines weiteren Werks in der Westslowakei zur Herstellung von LCD-Modulen in Trnava. Die Investitionen über ca. 150 Millionen Euro wurden von der Slowakei mit 70 Millionen Euro subventioniert. Bis 2010 stieg der Beschäftigungsstand an beiden Standorten auf insgesamt rund 3.000 Mitarbeiter an. 2011 war erstmals die neuerliche Verlagerung der Produktion in ein anderes europäisches Land angedacht, konnte aber durch weitere Subventionszusagen des slowakischen Staates für weitere Investitionen in Galanta abgewendet werden. 2018 gab Samsung schließlich bekannt, das Werk in Trnava schließen und mit dem Werk in Galanta zusammenlegen zu wollen.

## Bewertung in Rankings
Bei dem 2017 von Greenpeace veröffentlichten Bericht zur Nachhaltigkeit von Smartphones, Tablets und Laptops bekam Samsung die zweitschlechteste Bewertung (D−). Dies setzt sich aus Ökologie der verwendeten Energie (D), Wiederverwendbarkeit der Teile (und Einsatz von recycelten Teilen) (D) und Einsatz von schädlichen Chemikalien (D) zusammen. Auch die Reparierbarkeit spielt bei der Bewertung eine Rolle.